# 李英杰 (美國外交官)
李英杰 （英語：Andrew Lee），美國華裔外交官，曾任美國駐札幌總領事。

## 經歷
李英杰是第五代美國華裔，在舊金山長大，擁有加州大学伯克利分校大众传媒学士学位和旧金山州立大学创意写作硕士学位。
2004年加入美國國務院，曾派往日本東京、塞內加爾達喀爾、中國武漢、馬里巴馬科等地任職。
2019年8月，出任美國駐札幌總領事，2022年離任。

## 外部鏈接
- アンドリュー・リー総領事の離任とマーク・ウェベルス首席領事着任のご挨拶 （页面存档备份，存于）